# Richard von Stutterheim
Pour les articles homonymes, voir Stutterheim (homonymie).
Le baron Richard Carl Gustav Ludwig Wilhelm Julius von Stutterheim (né le 10 août 1815 à Helmstedt, mort le 9 novembre 1871 à Wiesbaden) est un officier prussien devenu britannique, commandant la Légion anglo-allemande (en).

## Biographie
Von Stutterheim reçoit une éducation militaire à l'école des cadets de Cologne. Son engagement politique le conduit par la suite à défendre des causes libérales. Entre 1835 et 1839, il sert dans la « légion auxiliaire britannique » durant les guerres carlistes. Entre 1848 et 1851, il soutient le soulèvement avorté du Schleswig-Holstein contre le Danemark durant la première guerre prusso-danoise.
Il est ensuite chargé de lever des troupes pour le compte du président mexicain Santa Anna. Après que ce dernier ait été renversé en août 1854, il offre ses services aux Britanniques.
En 1855, il est chargé de lever la Légion germano-britannique par le Royaume-Uni afin de participer à la guerre de Crimée.
En 1857, il est le commandant des militaires appelés à coloniser la région d'East London, en Afrique du Sud, à la demande de George Grey, gouverneur de la colonie du Cap. La ville de Stutterheim lui doit son nom.